# 姫路市立中寺小学校
姫路市立中寺小学校（ひめじしりつ なかでらしょうがっこう）は、兵庫県姫路市香寺町中寺にある公立小学校。

## 沿革
- 1908年（明治41年） - 開校。
- 1954年（昭和29年）3月31日 - 神崎郡中寺村が同郡香呂村と合併、町制施行したのに伴い、香寺町立中寺小学校と改称。
- 1959年（昭和34年） - 給食開始。
- 1977年（昭和52年） - 新校舎竣工。
- 1996年（平成8年） - コンピュータ室設置。
- 2006年（平成18年）3月27日 - 神崎郡香寺町が姫路市へ編入されたのに伴い、姫路市立中寺小学校と改称。

## 通学区域
- 姫路市香寺町
  - 久畑、中村、恒屋、中寺、土師、野田、溝口、岩部

卒業生は基本的に姫路市立香寺中学校へ進学する。

## 周辺
- 兵庫県立香寺高等学校
- 兵庫県道409号久畑香呂線
- 恒屋川
- 香寺公民館・香寺総合公園(香寺球場)

## アクセス
- JR播但線 溝口駅から西へ1.1km
- 香寺町コミュニティバス 中寺小にて下車
- 兵庫県道410号中寺北条線沿い

## 通学区域が隣接している学校
- 姫路市立船津小学校
- 姫路市立香呂小学校
- 姫路市立古知小学校
- 姫路市立前之庄小学校
- 福崎町立高岡小学校
- 福崎町立福崎小学校
- 福崎町立田原小学校